# Manuel Erótico Comneno
Manuel Erótico Comneno (em grego: Μανουήλ Ἐρωτικός Κομνηνός; romaniz.: Manouél Erotikós Komnenós; 955/960 — c. 1020) foi líder militar bizantino sob Basílio II (r. 976–1025) e o primeiro ancestral plenamente documentado da dinastia comnena. Sua origem e parentesco são obscuros. É mencionado nas fontes como liderando as defesas de Niceia em 978 contra o rebelde Bardas Esclero, e como emissário imperial para ele 11 anos depois. Teve três filhos, tarde na vida. O mais velho, Isaque, tornou-se imperador em 1057-1059, e o mais novo, João, foi o progenitor da dinastia comnena como pai de Aleixo I Comneno (r. 1081–1118).

## Biografia

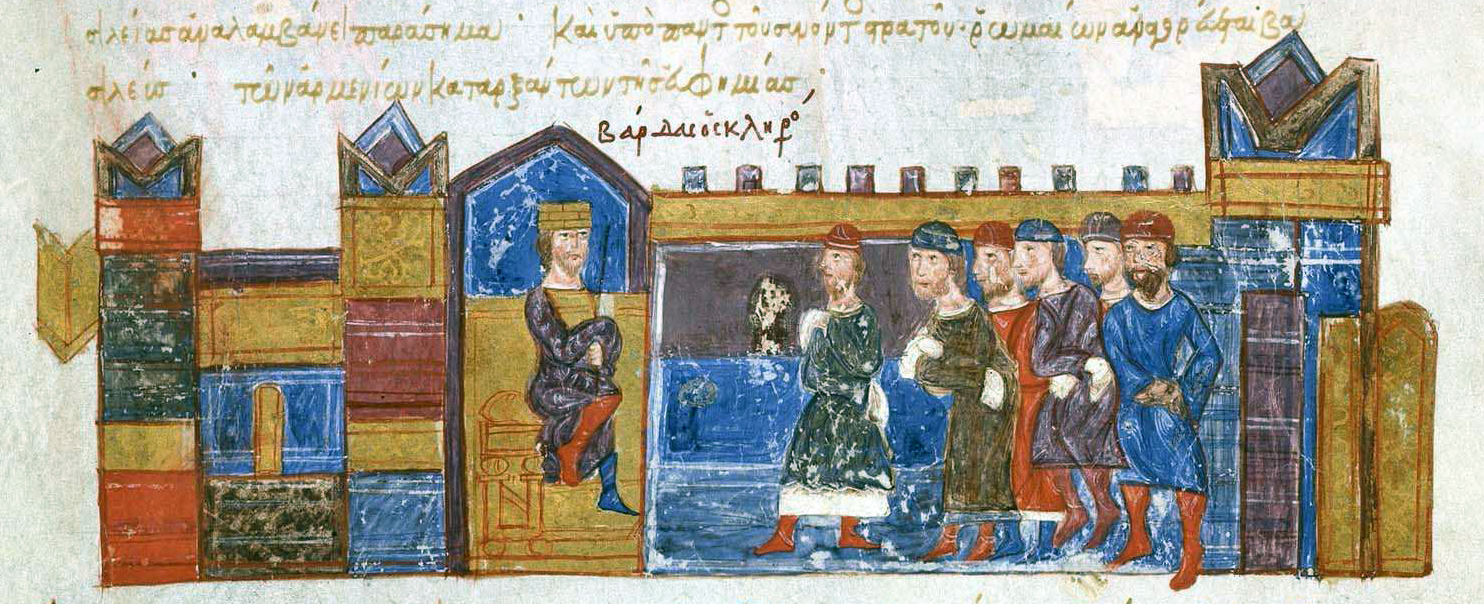
Proclamação de Bardas Esclero como imperador.
Iluminura do Escilitzes de Madrid.

Nada se sabe sobre os primeiros anos de Manuel. Considerando que estava militarmente ativo em 978, e dado que teve filhos tão tarde quanto ca. 1015, foi sugerido e é aceite pela generalidade dos estudiosos modernos que terá nascido entre 955 e 960. A identidade de seus pais é obscura: como o primeiro filho de Manuel foi chamado Isaque, o historiador grego Konstantinos Varzos considera provável que seu pai tivesse o mesmo nome, uma vez que, segundo o costume grego, o varão mais velho era nomeado em homenagem a seu avô paterno. Também nada se sabe sobre sua vida e carreira. Segundo Varzos, Manuel herdou seu sobrenome "Comneno" de seu pai, enquanto sua mãe igualmente obscura foi uma dama de nome desconhecido da família Erótico, possivelmente relacionada ao rebelde do século XI Teófilo Erótico.
O estudioso francês Jean-Claude Cheynet, por outro lado, propôs que Manuel era um membro da família Erótico, e que foi o primeiro a mudar o sobrenome para Comneno. Os estudiosos modernos comumente aceitam o comentário de Miguel Pselo que a família era originária da vila de Come, na Trácia. Varzos também considera Manuel um irmão do protoespatário Nicéforo Comneno, que foi nomeado governador da região armênia de Baspracânia logo após sua anexação em 1021, mas embora possível, tal parentesco não pode ser provado.
Manuel é mencionado pela primeira vez em 978, quando liderou a defesa de Niceia contra o general rebelde Bardas Esclero, que havia se revoltado contra o imperador Basílio II Bulgaróctono (r. 976–1025). Embora sua bisneta, a princesa Ana Comnena, alegue em sua Alexíada que ele foi nomeado estratego autocrator (comandante-em-chefe) do Oriente e enviado com plenos poderes para lidar com a revolta, é muito mais provável que fosse meramente um comandante local. Manuel manteve a defesa da cidade com algum sucesso, embora os sitiantes conseguissem minar e derrubar uma de suas torres, mas quando a falta de comida tornou-se aguda teve que desistir.

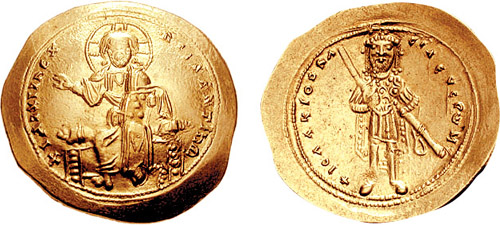
Histameno do imperador r.

Não obstante, Manuel logrou enganar Esclero, ao fingir que possuía montanhas de trigo e que estava considerando juntar-se a ele, o que permitiu a Manuel e os habitantes partirem livremente para Constantinopla. Manuel reaparece em 989, quando foi enviado como emissário para Esclero, que havia-se novamente rebelado contra Basílio II, para persuadi-lo a render-se. Manuel foi bem sucedido no objetivo, e o velho rebelde terminou sua revolta e entregou-se em 11 de outubro. Os títulos pelos quais ele é registrado foram patrício, antípato e vesta.
Manuel era proprietário de terras na região da moderna Castamonu, na Paflagônia, herdadas por seu filho mais velho após sua morte, e que tornou-se a base da família no século XI. Manuel Erótico Comneno morreu provavelmente após 1020. Como seus filhos ainda eram jovens, ele confiou-os aos cuidados de Basílio II.

## Família
A esposa de Manuel é virtualmente desconhecida. Ela foi provavelmente chamada Maria, como foram duas de suas netas, e provavelmente morreu c. 1015. Eles tiveram dois filhos e uma filha:

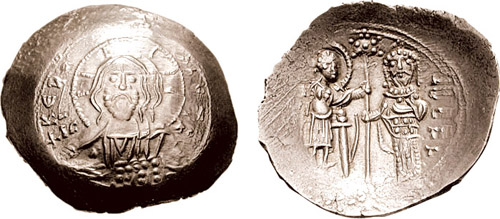
Histameno de r.

- Isaque I Comneno (ca.  1007–1061), casou-se com Catarina da Bulgária, filha do último imperador búlgaro, e distinguiu-se como general. Tornou-se imperador em 1057 como chefe de um grupo de generais anatólios, mas abdicou em 1059 e retirou-se para um mosteiro.[9]
- Filha de nome desconhecido (nascida ca. 1012), casada com Miguel Dociano, que serviu como catepano da Itália e foi morto pelos pechenegues em 1050.[10]
- João Comneno (ca.  1015–1067), casado com Ana Dalassena, e serviu durante o reinado de seu irmão como doméstico das escolas. Foi pai de várias crianças que também tornaram-se comandantes militares seniores. Seu terceiro filho, Aleixo I Comneno, tornou-se imperador em 1081, fundando a dinastia comnena.[5][11]